# سبنسر باريت
سبنسر باريت (بالإنجليزية: Spencer Barrett)‏ (و. 1948  م) هو عالم نبات، وعالم بيئة كندي، هو عضوٌ في الجمعية الملكية.

## التعليم
تعلم في جامعة كاليفورنيا، بركلي.

## جوائز
حصل على جوائز منها:
- جائزة سيوال رايت (2008)
- زمالة الجمعية الملكية الكندية.